# Kaleb McGary
Kaleb McGary (Battle Ground, Washington, 22 de febrero de 1995) es un jugador profesional estadounidense de fútbol americano que se desempeña en la posición de offensive tackle en Atlanta Falcons, equipo de la National Football League (NFL).

## Carrera
Fue seleccionado en la primera ronda en la Reunión Anual de Selección de Jugadores de la NFL de 2019. Hizo su debut profesional con el equipo Atlanta Falcons, donde lleva jugando cinco temporadas.